# Aphaenogaster mutica
Aphaenogaster mutica é uma espécie de inseto do gênero Aphaenogaster, pertencente à família Formicidae.